# Acer opalus
Acer opalus Mill., 1768 è un albero della famiglia delle Sapindaceae diffuso in Europa centro-meridionale e nord Africa. Viene anche chiamato acero alpino, opalo dalle foglie glabre, acero italico, loppo. In italia è una specie non molto comune che cresce principalmente sui rilievi in boschi misti di latifoglie prediligendo suoi calcarei. Si può trovare dal livello del mare fino all'inizio della faggeta. 

## Descrizione
Questo acero ha generalmente portamento arboreo (20–25 m di altezza) ma può presentarsi anche sotto forma di arbusto; quando albero ha fusto diritto, chioma rotondeggiante e ampia, non molto densa. il suo apparato radicale è espanso lateralmente con radici secondarie che entrano in profondità.
La corteccia, liscia e grigio chiara, diviene poi bruno-giallastra, fessurata e si desquama in placche. I giovani rami sono cilindrici, brunastri o bruno-giallastri, lucenti e glabri. Le gemme sono pluriperulate; quelle laterali sono opposte ed appressate, ovato-oblunghe, con perule (scaglie che formano una gemma) rossastre e pubescenti, specialmente sul dorso.
Le foglie sono semplici, piuttosto coriacee, a lamina espansa, larga da 5 a 15 cm, con 3/5 lobi leggermente acuti, e con denti ottusi abbastanza evidenti; la pagina inferiore è glabra ad eccezione delle nervature.
I fiori sono monoici con piccola corolla giallo verdastra e lunghi peduncoli glabri. la comparsa è ad aprile, prima della fogliazione. I semi hanno ali lunghe 2,5–4 cm, divergenti a V; hanno pareti assai spesse e dure.

## Distribuzione ed habitat
Questa specie ha un areale che si estende nell'Europa centro-meridionale dal nord della Spagna sino alla penisola Balcanica. È presente inoltre in alcuni rilievi del nord dell'Algeria. In Italia ha una distribuzione frammentata. Si trova in tutto l'arco appenninico dal Piemonte alla Sicilia. Nelle Alpi è presente in Piemonte sud-orientale, in Lombardia solo nei pressi del lago d'Iseo, e in Friuli-Venezia-Giulia solo nel Carso triestino. Cresce da 0 fino a 1.300 m nel sud d'Italia in boschi misti di latifoglie del piano sub-montano e montano inferiore in suoli calcarei generalmente sassosi e poco evoluti. Si consocia con il Carpino nero (Ostrya carpinifolia) negli ostrieti freschi sub-montani con suoli calcarei. È anche presente nelle cerrete fresche su suoli marnoso-arenacei e nelle faggete termofile su diversi tipi di suolo.

## Tassonomia
Sono riconosciute le seguenti sottospecie:
- Acer opalus subsp. opalus - acero opalo, sottospecie nominale: con foglie glabre di sotto o pochi peli sulle nervature, peduncoli grabri[6]. È presente dalla Spagna all'Italia, a nord fino in Germania, e a sud fino all'Algeria. In Italia si trova dall'Appenino umbrio-toscano verso nord fino alla Liguria, sull'arco alpino in Piemonte sud-orientale e in Lombardia attorno al lago d'Iseo.
- Acer opalus subsp. obtusatum (Waldst. & Kit. ex Willd.) Gams - acero d'Ungheria: con foglie tomentose di sotto e peduncoli generalmente pelosi[6]. È presente in Italia, nella penisola balcanica orientale fino alla Grecia, e in Algeria. In Italia si trova sull'arco appenninico dall'Emilia Romagna verso sud fino alla Calabria e la Sicilia. È presente anche sul Gargano e in Friuli-Venezia-Giulia solo nella zona del Carso triestino.

La sottospecie Acer opalus subsp. neapolitanum  (Ten.) Sánchez Gómez & Güemes, nota come acero napoletano, è in atto posta in sinonimia con Acer opalus subsp. obtusatum.

## Usi
È una specie principalmente utilizzata per la ricostituzione e rinatularizzazione dei boschi, o per interventi di recupero ambientale, soprattutto in zone calcaree. Il suo legno, scarsamente disponibile come per altri aceri, è molto pregiato e viene utilizzato per lavori di falegnameria e liuteria. Viene impiegata anche come pianta ornamentale apprezzata per l'intensa colorazione autunnale della chioma. La pianta è visitata dalle api per il polline ed il nettare.